# 젠도지정
젠도지정(善導寺町)은 일본 후쿠오카현 미이군에 설치되었던 정이다. 현재의 구루메시의 중부에 해당한다.